# Etapa de Curitiba da GT Brasil
A Etapa de Curitiba é uma corrida que faz parte do calendário da GT Brasil desde a Temporada de 2007, sendo disputada duas vezes por temporada. Foi sempre disputada no Autódromo Internacional de Curitiba.

## Vencedores

### GT3
| Ano    | Vencedores | Vencedores                     | Equipe                 | Local                               | Detalhes |
| ------ | ---------- | ------------------------------ | ---------------------- | ----------------------------------- | -------- |
| 2011 1 | C1         | Pedro Queirolo                 | Scuderia 111           | Autódromo Internacional de Curitiba | Detalhes |
| 2011 1 | C2         | Valdeno Brito Matheus Stumpf   | AH Competições         | Autódromo Internacional de Curitiba | Detalhes |
| 2011 2 | C1         | Marcelo Hamn Allan Khodair     | Blausiegel             | Autódromo Internacional de Curitiba | Detalhes |
| 2011 2 | C2         | Wagner Ebrahim                 | Ebrahim Motors         | Autódromo Internacional de Curitiba | Detalhes |
| 2010 1 | C1         | Rafael Derani Claúdio Ricci    | CRT Brasil             | Autódromo Internacional de Curitiba | Detalhes |
| 2010 1 | C2         | Chico Longo Daniel Serra       | Cimed                  | Autódromo Internacional de Curitiba | Detalhes |
| 2010 2 | C1         | Wagner Ebrahim                 | Ebrahim Motors         | Autódromo Internacional de Curitiba | Detalhes |
| 2010 2 | C2         | Valdeno Brito Matheus Stumpf   | AH Competições         | Autódromo Internacional de Curitiba | Detalhes |
| 2009 1 | C1         | Matheus Stumpf Ramon Matias    | Scuderia Occhi         | Autódromo Internacional de Curitiba | Detalhes |
| 2009 1 | C2         | Rafael Derani Claúdio Ricci    | CRT Brasil             | Autódromo Internacional de Curitiba | Detalhes |
| 2009 2 | C1         | Marcelo Hamn Allan Khodair     | Blausiegel             | Autódromo Internacional de Curitiba | Detalhes |
| 2009 2 | C2         | Marcelo Hamn Allan Khodair     | Blausiegel             | Autódromo Internacional de Curitiba | Detalhes |
| 2008 1 | C1         | Alceu Feldmann Thiago Marques  | Action Power           | Autódromo Internacional de Curitiba | Detalhes |
| 2008 1 | C2         | Ricardo Rosset Walter Salles   | GT Racing              | Autódromo Internacional de Curitiba | Detalhes |
| 2008 2 | C1         | Xandy Negrão Andreas Mattheis  | A. Mattheis Motorsport | Autódromo Internacional de Curitiba | Detalhes |
| 2008 2 | C2         | Alceu Feldmann Lico Kaesemodel | Full Time Sports       | Autódromo Internacional de Curitiba | Detalhes |
| 2007 1 | C1         | Paulo Bonifácio Alceu Feldmann | Boni Sports            | Autódromo Internacional de Curitiba | Detalhes |
| 2007 1 | C2         | Paulo Bonifácio Alceu Feldmann | Boni Sports            | Autódromo Internacional de Curitiba | Detalhes |
| 2007 2 | C1         | Paulo Bonifácio Alceu Feldmann | Boni Sports            | Autódromo Internacional de Curitiba | Detalhes |
| 2007 2 | C2         | Xandy Negrão Andreas Mattheis  | A. Mattheis Motorsport | Autódromo Internacional de Curitiba | Detalhes |

### GT4
| Ano    | Vencedores | Vencedores                    | Equipe              | Local                               | Detalhes |
| ------ | ---------- | ----------------------------- | ------------------- | ----------------------------------- | -------- |
| 2011 1 | C1         | Marçal Mello Wiliam Freire    | CRT Brasil          | Autódromo Internacional de Curitiba | Detalhes |
| 2011 1 | C2         | Marçal Mello Wiliam Freire    | CRT Brasil          | Autódromo Internacional de Curitiba | Detalhes |
| 2011 2 | C1         | Cristiano Frederico Caio Lara | ATW Racing Team     | Autódromo Internacional de Curitiba | Detalhes |
| 2011 2 | C2         | Cristiano Frederico Caio Lara | ATW Racing Team     | Autódromo Internacional de Curitiba | Detalhes |
| 2010 1 | C1         | Renan Guerra                  | CRT Brasil          | Autódromo Internacional de Curitiba | Detalhes |
| 2010 1 | C2         | Renan Guerra                  | CRT Brasil          | Autódromo Internacional de Curitiba | Detalhes |
| 2010 2 | C1         | Carlos Burza Leonardo Burti   | Manelão Competições | Autódromo Internacional de Curitiba | Detalhes |
| 2010 2 | C2         | Carlos Burza Leonardo Burti   | Manelão Competições | Autódromo Internacional de Curitiba | Detalhes |